# Falsoropica clavipes
Falsoropica clavipes là một loài bọ cánh cứng trong họ Cerambycidae.